# 特里韦斯镇
特里韦斯镇（西班牙語：Puebla de Trives），是西班牙加利西亚自治区奥伦塞省的一个市镇。总面积84平方公里，总人口2756人（2001年），人口密度33人/平方公里。